# Selemani Ndikumana
Sulemani Yamin Ndikumana (Bujumbura, 18 de Março de 1987) é um jogador de futebol burundinês. Joga no Koninklijke Lierse Sportkring.